# ミヤコーバス
株式会社ミヤコーバスは、宮城交通が全額出資する持株子会社。主に宮城県全域でバス事業を行う会社で、仙台都市圏においては親会社の宮城交通が大半だが、一部においてミヤコーバスも事業を行っている。

## 概要
同社は、宮城交通を中核として形成される「ミヤコーグループ」の中の1社でもある。
1998年4月1日に宮城交通の地域分社化により気仙沼地域のバス事業と高速バス事業を中心に行っていた、ミヤコーグループの宮交気仙沼バス株式会社が前身。当初は他の分離会社とともに貸切免許の受託路線だけだったが、後に各社とも全路線および高速バスも担当していた。ところが、2005年にミヤコーグループ全体で3〜4割の赤字路線を廃止する計画が持ち上がり、県内に衝撃を与えた。宮交気仙沼バスに関してはこの計画に対し、気仙沼市が補助金を出すことで全路線が存続していた。
2007年1月1日、宮城交通以外の分離子会社7社（宮交栗原バス・宮交登米バス・宮交気仙沼バス・宮交石巻バス・宮交大崎バス・宮交仙南バス・宮交バスシステム）における事業整理を目的に、唯一黒字経営であった宮交気仙沼バスをミヤコーバスに商号変更をし、宮城交通以外の分離子会社各社が行っていたバス事業をすべて譲り受けた。これに伴って、残る6社に関しては会社清算している。なお2007年4月から栗原市の委託を受けて、くりはら田園鉄道の廃止代替運行を担うことになった。
社名変更を機にミヤコーバスの本社は仙台市泉区にある宮城交通本社に移転・併設されており、旧宮交気仙沼バスの本社はミヤコーバス気仙沼営業所となっている。

## 沿革
- 1998年（平成10年）4月1日 - 宮交気仙沼バス株式会社として設立。
- 2005年（平成17年）
  - 9月30日 - [宮交気仙沼]内陸線（津谷 - 佐沼）廃止。
  - 10月1日 - 宮城交通営業地域縮小、地域子会社制への完全移行。
- 2007年（平成19年）
  - 1月1日 - 株式会社ミヤコーバスに改称し、本社を仙台市泉区に移転（同時に、宮城交通を除くミヤコーグループの全路線バス事業者から事業譲受をし、各路線バス会社を清算）。
  - 4月1日 - くりはら田園鉄道代替バス（栗原市より受託）運行開始、表蔵王案内所廃止。
  - 10月1日 - 宮城交通名取営業所管内の路線を移管され、名取営業所はミヤコーバス単独となる。
- 2008年（平成20年）
  - 4月1日 - 花山線・苗圃線・桜田線（築館営業所）、小牛田線・南郷線（古川営業所）、雄勝線・十三浜線（石巻営業所）、高舘線・名取が丘愛島線・南仙台名取線・県立がんセンター線・北釜地区実験運行バス（名取営業所）、肱曲線・大内線・ウィークエンドバスるんるん号（角田営業所）を廃止。角田営業所を閉鎖。
  - 8月1日 - 栗駒営業所を閉鎖。また、宮城交通塩釜営業所管内の路線を全て移管され、塩釜営業所はミヤコーバス単独となる。
  - 8月中旬 - 涌谷出張所を閉鎖。
  - 10月16日 - 宮城交通仙台営業所村田駐在所管内の路線を移管。
- 2015年（平成27年）12月6日 - 一般路線：塩釜営業所管内の全線ならびに吉岡線（吉岡営業所所管）・川崎線（白石営業所村田駐在所管）、高速路線：仙台 - 石巻線（石巻営業所主管）において、ICカード乗車券「icsca」を導入[2]。
- 2016年（平成28年）3月26日 - 高速路線：仙台 - 大衡線（吉岡営業所所管）において、ICカード乗車券「icsca」を導入。同時に、Suicaなどの全国交通系ICカード乗車券の相互利用も開始。
- 2017年（平成29年）
  - 2月13日：路線バスの運賃改定を国土交通省に申請[3]。
  - 3月31日 - かつて発行されていた、有効期限のない高速路線用の区間回数券の使用を停止。翌日より5年間、払い戻し対応を行う。ただし、当社発行分は、宮城交通あるいは共同運行会社では受け付けない。
  - 5月26日：2月13日に申請していた路線バスの運賃改定を、当初の2017年7月1日予定から同年10月1日以降の実施予定と延期することを発表[4]。
- 2019年（令和元年）10月1日 - 消費税率引き上げに伴い、路線バスの運賃を改定[5][6]。
- 2023年（令和5年）4月24日 - 柴田郡村田町にバス運転士の育成研修センターとしては東北初となる宮城交通グループの研修センター「Cocode」をオープン[7][8]。

## 営業所・出張所・案内所
本社
仙台市泉区泉ヶ丘三丁目13-20
- 気仙沼営業所
  - 気仙沼市弁天町二丁目2-3
- 津谷営業所
  - 気仙沼市本吉町津谷字明戸255
- 築館営業所
  - 栗原市築館伊豆四丁目4-14
- 佐沼営業所
  - 登米市迫町佐沼字中江二丁目3-4
- 古川営業所
  - 大崎市古川駅東一丁目7-1
- 石巻営業所
  - 石巻市東中里一丁目1-1
- 石巻営業所石巻駅前案内所
  - 石巻市鋳銭場9-1
- 白石営業所
  - 白石市福岡蔵本字下舘77
- 白石営業所 村田駐在
  - 柴田郡村田町大字足立字水押18-2
- 名取営業所
  - 名取市堀内字北竹62
- 塩釜営業所
  - 塩竈市新浜町二丁目3-6
- 吉岡営業所
  - 黒川郡大和町吉岡字車東16-8

## 高速バス路線
☆は、icscaでの乗車が可能な路線。
- 仙台 - 気仙沼線（担当：気仙沼営業所）

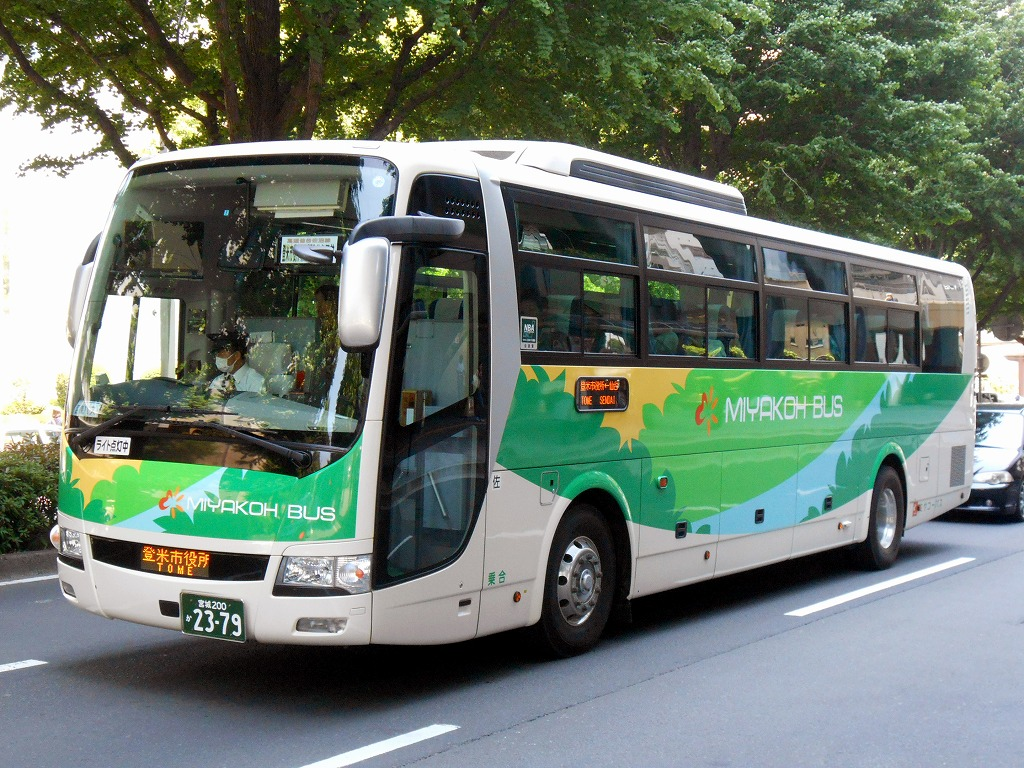
ミヤコーバスの高速バス車両の例

- 仙台 - 佐沼線（東日本急行と共同運行／担当：佐沼営業所）
- 仙台 - 古川線☆（担当：古川営業所・吉岡営業所）
- 仙台 - 鳴子線☆（担当：古川営業所）
- 仙台 - 加美線☆（担当：古川営業所）
- 仙台 - 石巻線☆（担当：石巻営業所）
- 仙台 - 村田・蔵王町線 ☆（担当：白石営業所村田駐在）
- 仙台 - 大衡線☆（担当：吉岡営業所）

## 一般バス路線
各営業所の記事を参照、事業再編前に廃止された路線についてはそれぞれの後継営業所の項を参照。

## 受託運行路線

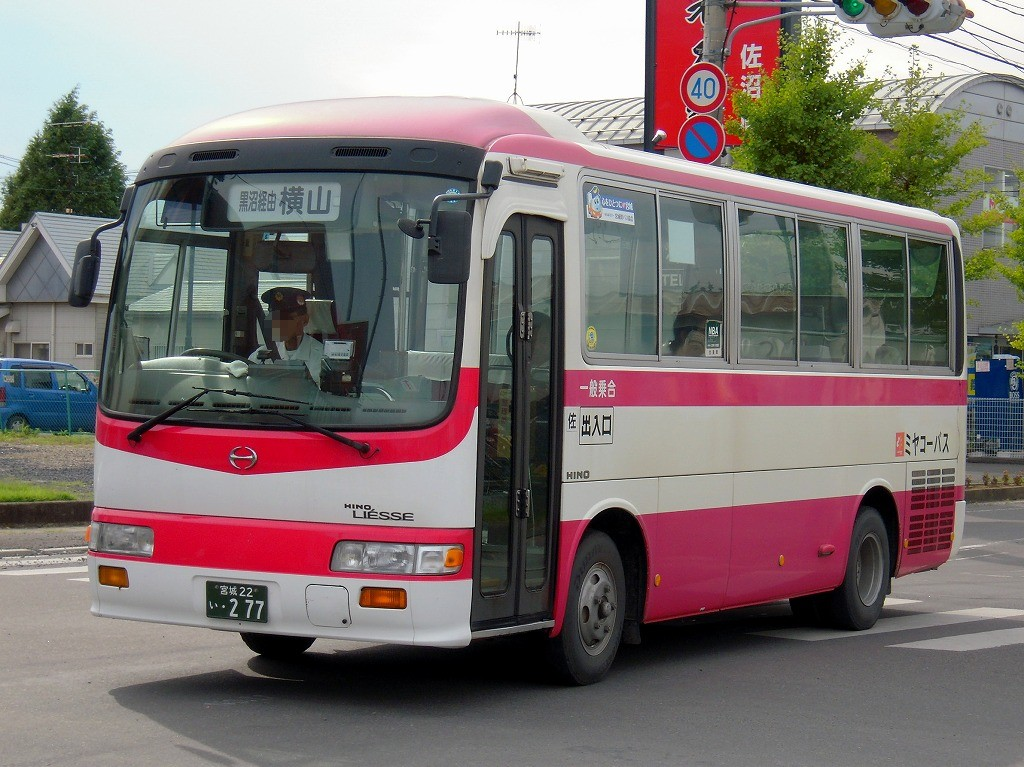
「宮交カラー」の登米市民バス（日野・リエッセ）

受託路線の車両も基本的に赤白の「宮交カラー」に塗装している。
詳細については、各担当営業所の記事を参照のこと。
- 登米市民バス（佐沼営業所担当）
- 多賀城東部線「ユーアイバス」（塩釜営業所担当。塩竈市・多賀城市・七ヶ浜町の3自治体の共同委託により運行）
- 大衡村「万葉バス」（吉岡営業所担当）
- 塩竈市しおナビ100円バス（塩釜営業所担当）
  - 2008年8月、宮城交通より移管
- 大崎市民バス（古川営業所担当）
- 栗原市民バス（築館営業所担当）
  - 当社とグリーン観光バス、地元タクシー事業者等複数の事業者が分担して受託している。

### 過去の受託運行路線
- 角田市民バス（角田営業所担当）
  - 運行形態変更（デマンドタクシー化）に伴い廃止。同時に角田営業所も廃止。
- 名取市民バス（実験運行・名取営業所担当）
- 七ヶ浜循環線（塩釜営業所担当）
  - 「ユーアイバス」と同様塩竈市・多賀城市・七ヶ浜町の3自治体の共同委託により運行されていたが、2009年7月31日の運行をもって廃止。翌8月1日から七ヶ浜町民バス「ぐるりんこ」（ジャパン交通委託）に転換。
- 涌谷町民バス（涌谷出張所 → 古川営業所担当）
  - 2010年4月より、委託先が仙北富士交通に変更。
- 見どころ観光地巡回バス（気仙沼営業所担当）
  - 東日本大震災発生以降運行されていない。
- 石巻市「荻浜地区住民バス」（石巻営業所担当）
  - 2019年4月より、委託先が畳石観光に変更。

## 自治体からの車両運転業務受託
自治体所有の白ナンバー車の運転・車両管理業務の受託も行っている。詳細については、各担当営業所の記事を参照のこと。
- 岩沼市民バス「iバス」（名取営業所担当）
- 大衡村「万葉バス」（吉岡営業所担当）
  - 前項の駒場線の運行業務の他に、大衡村所有のバスの運転業務を受託。
- 白石市民バス「きゃっするくん」（白石営業所担当）

### 過去の車両運転業務受託
- 名取市「げんきなとり号」（名取営業所担当）
  - 委託者がミナトタクシーに変更された後、なとりん号として再編。専用車はなとりん号には使用されず、市の公用車として使用されている。
- 栗原市民バス（築館営業所担当）
  - 文字線（栗駒病院 - 荒砥沢）では市所有車を使用し運行しているが、他路線を含めた受託路線の持ち替えに伴い、運転業務の受託者がグリーン観光バスに変更されている。
- 利府町民バス（吉岡営業所・塩釜営業所担当）
  - 運転開始当初は仙塩交通に委託。後に宮交バスシステム→ミヤコーバスに変更され吉岡・塩釜の両営業所で担当したが再び仙塩交通に受託者変更された。

## 東日本大震災における対応

### 臨時バスの運行
2011年3月11日に発生した東日本大震災および同年4月7日に発生した余震の影響により、宮城県内のJR各路線が運休したことから、主に仙台市内と県内各地を結ぶ臨時バスを運行した。
運行路線と運行期間（日付は特記なきものはすべて2011年）は以下のとおり。
- 仙台 - 気仙沼線（3月18日〜。4月3日まで宮城交通と共同運行）
  - 運行回数：1日1往復（4月4日から1日6往復、4月29日から1日5往復）
  - 乗降箇所（4月28日まで）：（仙台）県庁市役所前、（気仙沼）気仙沼駅前（※1）、市立病院入口（※1）、気仙沼市総合体育館
    - （※1）気仙沼駅前、市立病院入口は4月4日より停車。

  - 運行経路（4月29日より。三陸道経由は7月18日まで運行）
    - 東北道経由（1日3往復）：県庁市役所前 - 仙台駅前 - 広瀬通一番町 - （仙台宮城IC） - （東北自動車道） - （一関IC） - 薄衣 - 千厩体育館入口 - 千厩バスターミナル - 一関市役所室根支所前 - 前木 - 新月公民館前 - 気仙沼駅 - 市立病院入口 - 総合体育館
    - 三陸道経由（1日2往復）：県庁市役所前 - 仙台駅前 - （仙台東IC） - （仙台東部道路） - （三陸沿岸道路） - （登米IC） - 本吉体育館 - 赤牛海岸 - 大谷海岸 - 階上公民館前 - 友愛団地入口 - 片浜 - 警察署入口 - 総合体育館
- 仙台 - 石巻線（3月19日〜。宮城交通と共同運行）
  - 運行回数：1日4往復（以降順次増便。詳細は路線記事を参照のこと）
  - 乗降箇所：（仙台）仙台駅前、（石巻）大橋臨時発着場（4月10日まで）、矢本、大街道新橋、イオン石巻、蛇田歩道橋、石巻駅前、石巻専修大学（平日のみ、以上4月11日から）、中央三丁目（乗車のみ）、千石町（降車のみ）、石巻営業所（以上10月28日から）
  - 運行開始から当分の間は、仙台宮城IC - 仙台北部道路 - 三陸沿岸道路を経由した。
- 仙台 - 白石線（3月20日〜4月1日、4月10日〜4月11日）
  - 運行回数：1日2往復
  - 乗降箇所：（仙台）JR長町駅東口、（白石）城下広場
- 仙台 - 岩沼線（3月20日〜4月1日、4月9日〜4月11日）
  - 運行回数：1日5往復
  - 乗降箇所：（仙台）JR長町駅東口、（岩沼）JR岩沼駅東口
- 仙台 - 亘理線（3月21日〜4月1日）
  - 運行回数：1日4往復
  - 乗降箇所：（仙台）JR長町駅東口、（亘理）JR亘理駅西口
- 仙台 - 利府線（3月22日〜3月30日、4月11日〜4月20日）
  - 運行回数：1日3往復
  - 乗降箇所：（仙台）仙台駅前、（利府）JR利府駅前
- 仙台 - 塩釜線（3月23日〜3月31日、4月11日〜4月14日）
  - 運行回数：1日3往復
  - 乗降箇所：（仙台）仙台駅前、（塩釜）JR本塩釜駅アクアゲート口
- 仙台 - 矢本線（3月26日〜4月10日）
  - 運行回数：1日2往復
  - 乗降箇所：（仙台）仙台駅前、（矢本）矢本バス停
- 利府 - 岩切線（3月31日〜4月4日）
  - 運行回数：1日10往復
  - 乗降箇所：（利府）JR利府駅前、（岩切）JR岩切駅前
- 塩釜 - 小鶴新田線（4月1日〜4月10日、4月15日〜4月18日）
  - 運行回数：1日6往復
  - 乗降箇所：（塩釜）JR本塩釜駅アクアゲート口、（小鶴新田）JR小鶴新田駅前
- 白石 - 岩沼線（4月2日〜4月6日）
  - 運行回数：1日4往復
  - 乗降箇所：（白石）城下広場、（岩沼）JR岩沼駅西口
- 山元 - 岩沼線（4月2日〜4月11日）
  - 運行回数：1日5往復
  - 乗降箇所：（山元）山元町役場、（岩沼）JR岩沼駅東口
- 大河原 - 岩沼線（4月2日〜4月6日）
  - 運行回数：1日6往復
  - 乗降箇所：（大河原）JR大河原駅前、（岩沼）JR岩沼駅西口
- 鹿島台 - 松島線（4月5日〜4月8日。宮城交通と共同運行）
  - 運行回数：1日7往復
  - 乗降箇所：（鹿島台）鎌田記念ホール、（松島）JR松島駅前
- 仙台 - 鹿島台線（4月11日〜4月20日。宮城交通と共同運行）
  - 運行回数：1日2往復
  - 乗降箇所：（仙台）仙台駅前、（鹿島台）鎌田記念ホール
- 三陸線（志津川 - 気仙沼は5月9日〜2012年8月19日、柳津 - 志津川は7月11日〜2012年8月19日）[9][10]

運行経路
- 柳津駅前 - 陸前横山駅前 - 陸前戸倉駅前 - 志津川駅前 -（ベイサイドアリーナ ※快速は経由しない -） 清水浜駅前 - 歌津駅前 - 枡沢 - 陸前港駅前 - 蔵内 - 小泉中学校入口 - 本吉駅前 - 片浜 - 松岩 - 市立病院入口 - 農協前 - 化粧坂 - 気仙沼駅前
- （本吉駅前→片浜→松岩→市立病院入口→）農協前 - 気仙沼向洋高校前

沿革
- 2011年5月9日 - 志津川中学校 - 志津川駅前 - 本吉駅前 - 気仙沼駅前間の運行を開始。この他、気仙沼市役所前 - 本吉駅前間でも増便。
- 2011年7月11日 - 柳津駅前 - 志津川駅前 - ベイサイドアリーナ間の運行を開始。志津川 - 本吉・気仙沼便の志津川側発着地を志津川駅前に変更。
- 2011年8月19日 - この日より快速便1往復が柳津駅前 - 気仙沼駅前間直通となる。
- 2011年11月1日 - 農協前 - 気仙沼向洋高校前間の運行を開始。
- 2012年8月19日 - 翌8月20日のJR気仙沼線BRT暫定開業に伴い、この日をもって振替輸送バスの運行を終了。

振替輸送について
- JR気仙沼線の振替輸送も実施していた。柳津 - 志津川 - 気仙沼間で有効な定期券・回数券を所持している場合、JR対応の停留所（上記斜字と小金沢駅前、大谷海岸、岩井崎入口、階上公民館前、最知）に限り乗降できた。

- 佐沼 - 柳津線（8月19日〜、登米市民バス・津山線の系統内増便。運賃100円）
  - 佐沼営業所 - 加賀野 - 登米（とよま）総合支所 - 柳津駅前
  - 運行回数：1日1往復

### 名鉄グループからの車両譲受
東日本大震災による津波で、保有車両のうち31台が流失し破損した。これに対し、名鉄グループ各社による支援が行われ、2011年10月までに31両が揃った。
車両を譲渡した事業者と台数は以下の通り。
- 名鉄バス（10両）
- 岐阜乗合自動車（8両）
- 北陸鉄道（5両）
- 東濃鉄道（3両）
- 濃飛乗合自動車（2両）
- 北恵那交通（2両）
- 小松バス（1両）

これらの車両は一部を除き気仙沼・石巻の両営業所に配置されたが、僅かな期間で新車と入れ替わった。現在は数両が使われるのみ。

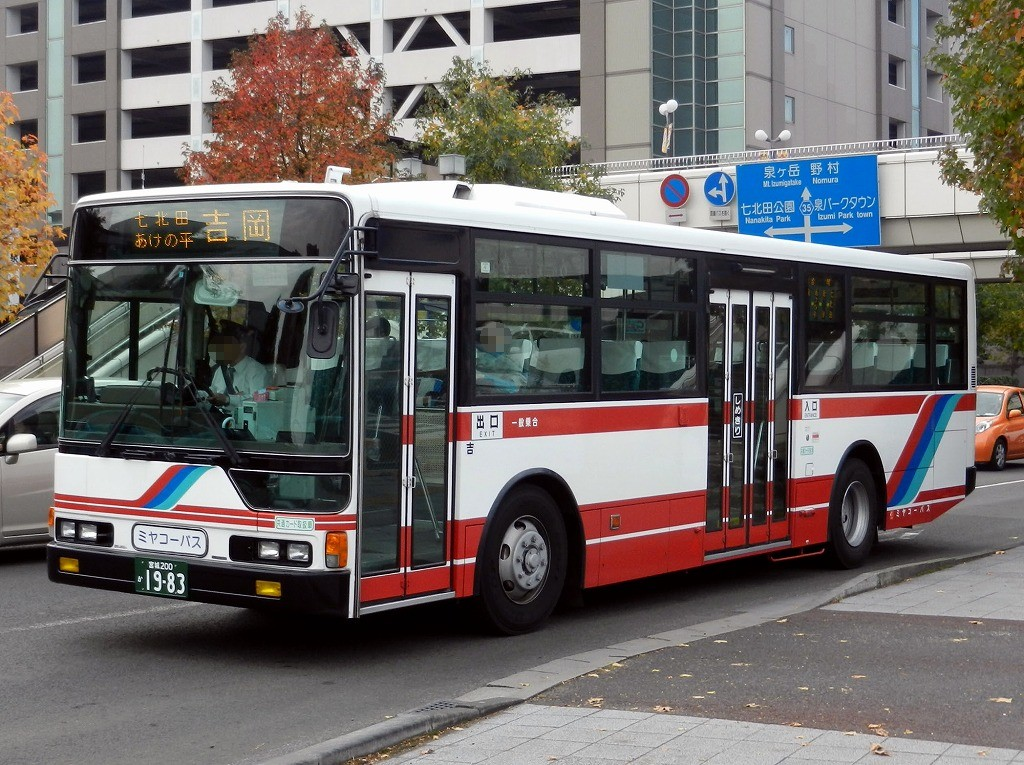
名鉄バスからの譲受車（三菱ふそう・エアロスター）
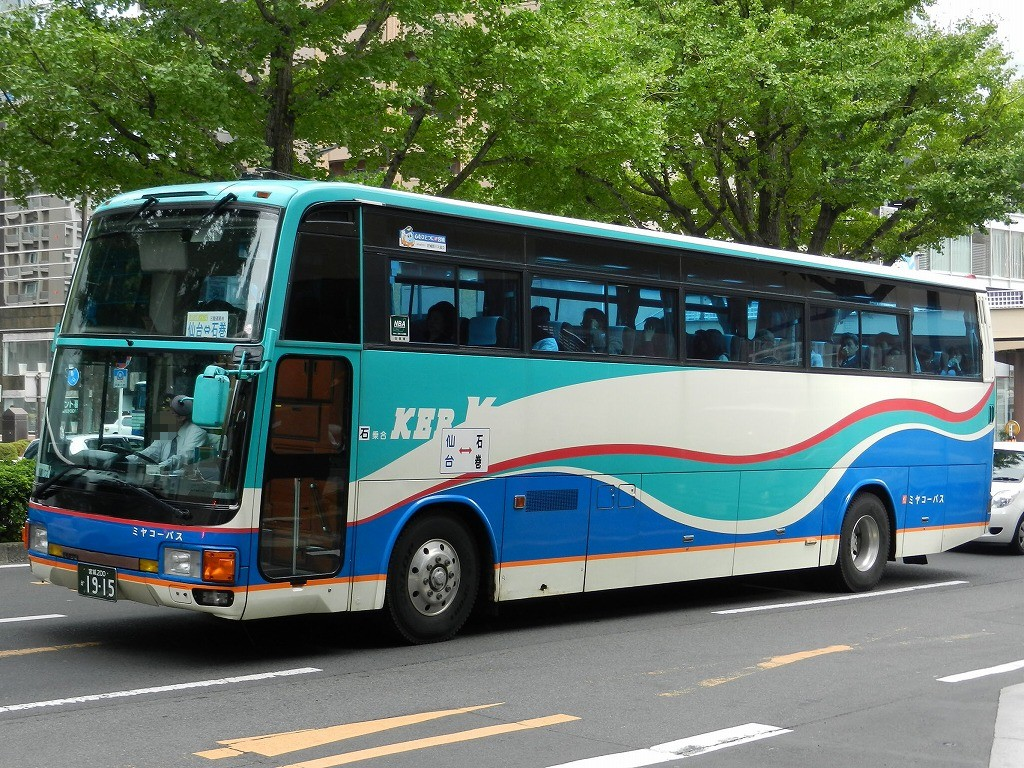
北恵那交通からの譲受車（三菱ふそう・エアロクィーンMV）
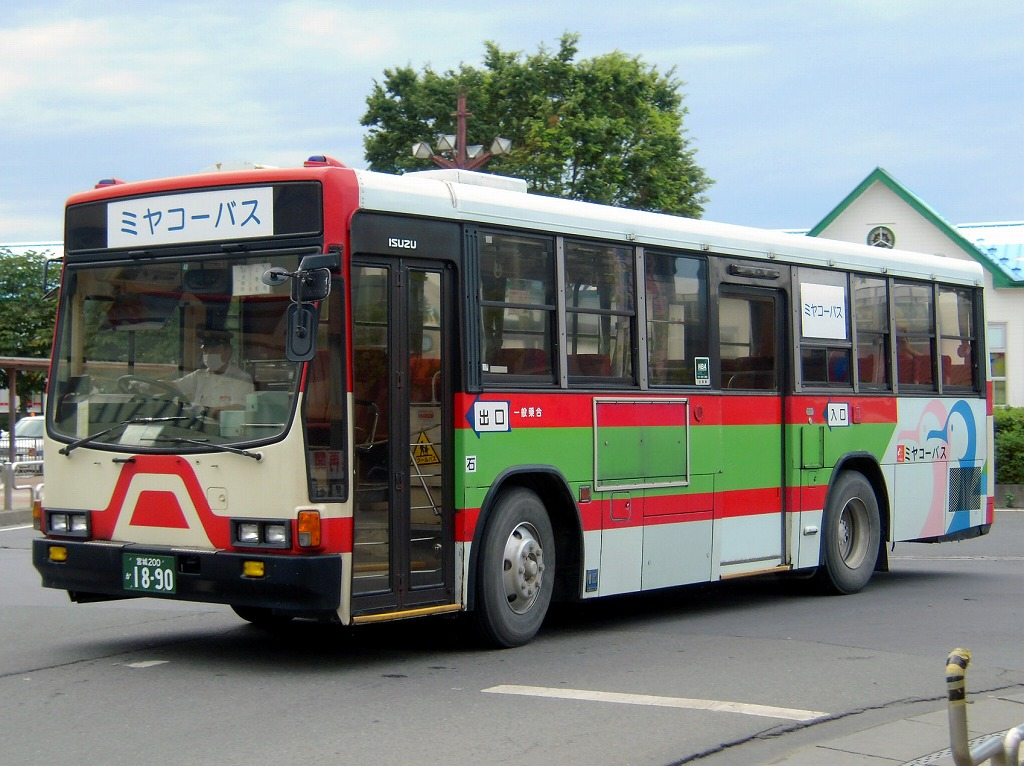
岐阜乗合自動車からの譲受車（いすゞ・キュービック）
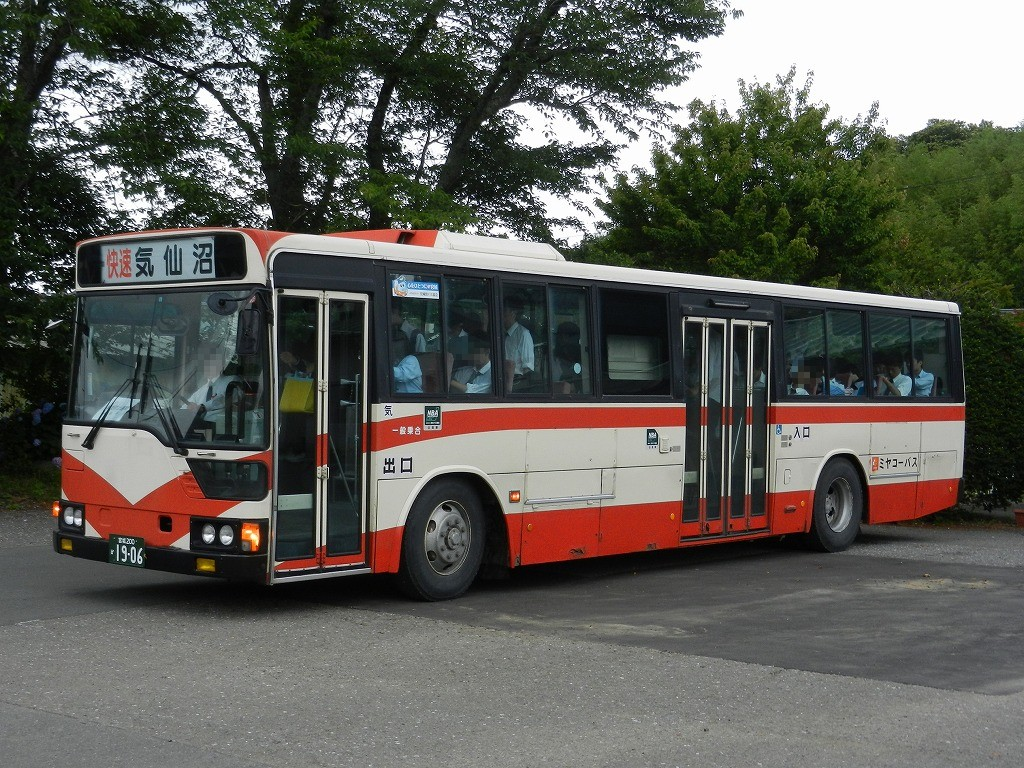
北陸鉄道からの譲受車（三菱ふそう・エアロスターM）
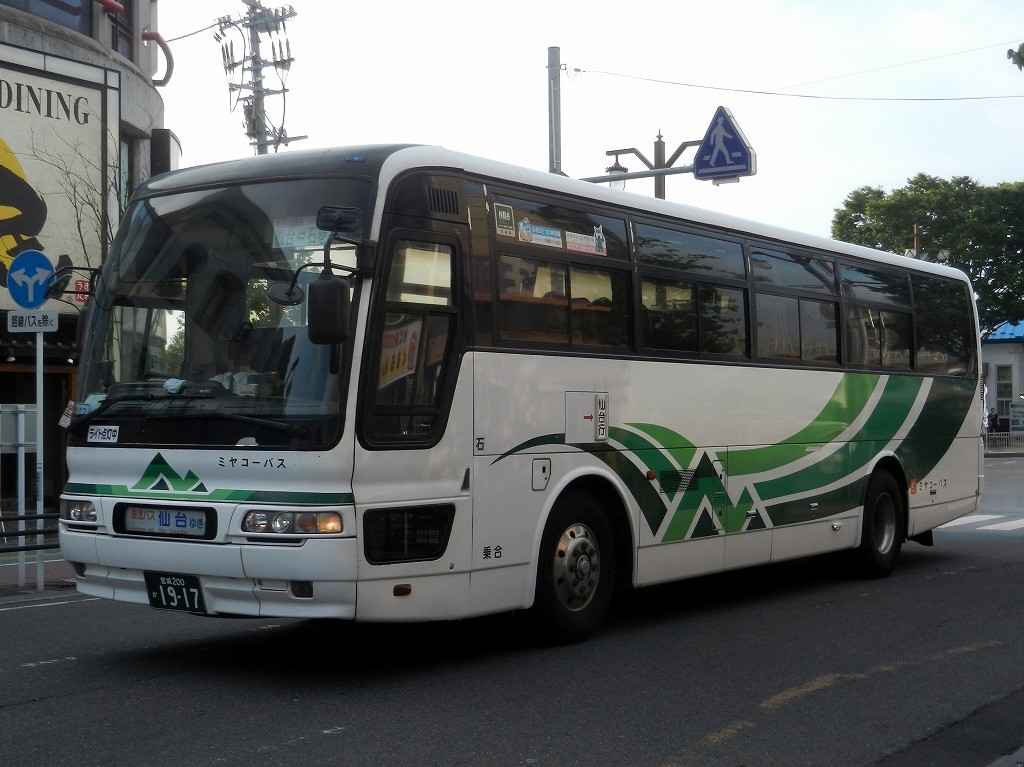
濃飛乗合自動車からの譲受車（三菱ふそう・エアロバス）
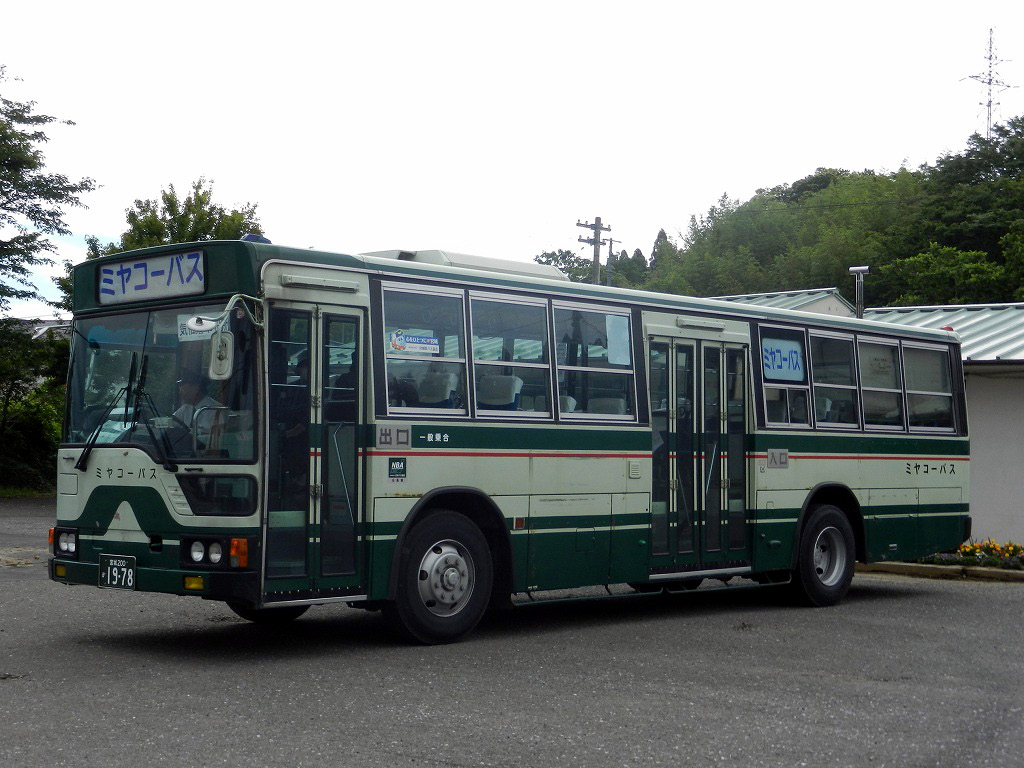
東濃鉄道からの譲受車（三菱ふそう・エアロスターM）

### 気仙沼線・大船渡線BRTの運行受託
| BRT車両（JR東日本保有） |  | 専用道区間を行く（最知駅にて） |
| BRT車両（JR東日本保有） |  | 専用道区間を行く（最知駅にて） |

2012年8月20日、JR気仙沼線（柳津 - 気仙沼間）におけるBRT暫定運行開始に伴い、ミヤコーバスが運行に関する業務を受託した。暫定開業期間中はミヤコーバスに車両を貸し出す形を取ったため、バス車体の社名表記はミヤコーバス表記であった。同年12月22日からのBRT本格運行後は、車体表記が「ミヤコーバス」から「JR東日本」に変更された。
2013年3月2日からのJR大船渡線BRT運行開始に際しては、路線バス鹿折金山線の気仙沼駅 - 上鹿折駅間をBRT扱いで運行している。